# Fabricio Ferrari
Fabricio Ferrari Barcelo (Santa Lucía, 3 juni 1985) is een Uruguayaans wielrenner die anno 2018 rijdt voor Caja Rural-Seguros RGA.

## Carrière
In 2005 werd Ferrari derde op het Pan-Amerikaans beloftenkampioenschap tijdrijden, achter Weimar Roldán en Jorge Soto.  Eerder dat jaar won hij de tweede etappe in de Ronde van Uruguay.
In 2010 tekende hij een contract bij Caja Rural. In zijn eerste seizoen werd hij onder meer vierde in de Gran Premio de Llodio. In 2013 nam Ferrari deel aan de Ronde van Spanje, waar hij op plek 121 eindigde. Hierdoor werd hij de eerste Uruguayaan die deelnam aan een grote ronde.

## Overwinningen
2005
2e etappe Ronde van Uruguay
2011
Bergklassement Ronde van Portugal

## Resultaten in voornaamste wedstrijden
| Jaar | Ronde van Italië | Ronde van Frankrijk | Ronde van Spanje |
| ---- | ---------------- | ------------------- | ---------------- |
| 2009 |                  |                     |                  |
| 2010 |                  |                     |                  |
| 2011 |                  |                     |                  |
| 2012 |                  |                     |                  |
| 2013 |                  |                     | 121e             |
| 2014 |                  |                     |                  |
| 2015 |                  |                     |                  |
| 2016 |                  |                     |                  |
| 2017 |                  |                     | 56e              |

| Jaar | Clásica San Sebastián |  | WK op de weg |
| ---- | --------------------- |  | ------------ |
| 2009 |                       |  | opgave       |
| 2010 |                       |  |              |
| 2011 | 51e                   |  |              |
| 2012 |                       |  | opgave       |
| 2013 | 71e                   |  |              |
| 2014 |                       |  |              |
| 2015 |                       |  |              |
| 2016 |                       |  | opgave       |
| 2017 |                       |  |              |

## Ploegen
- 2010 –  Caja Rural
- 2011 –  Caja Rural
- 2012 –  Caja Rural
- 2013 –  Caja Rural-Seguros RGA
- 2014 –  Caja Rural-Seguros RGA
- 2015 –  Caja Rural-Seguros RGA
- 2016 –  Caja Rural-Seguros RGA
- 2017 –  Caja Rural-Seguros RGA
- 2018 –  Caja Rural-Seguros RGA

Aramendia · Arroyo · Barbero · Benito · Bilbao · Carthy · Ferrari · Fraile · Gonçalves · Grijalba · Lasca · Madrazo · Mas · Molina · Pardilla · Parra · Prades · Sáez · Txurruka · Vilela · Jiménez (stagiair) · Murphy (stagiair) · Rosón (stagiair)
Aramendia · Arroyo · Barbero · Benito · Bilbao · Carthy · Ferrari · Gallego · D. Gonçalves · J. Gonçalves · Lastra · Madrazo · Mas · Molina · Pardilla · Prades · Rosón · Rubio · Sáez · Vilela · Azkarate (stagiair) · Irisarri (stagiair) · Zabala (stagiair)
Aranburu · Arroyo · Benito · Butler · Celano · Ferrari · Irisarri · Lastra · Mas · Molina · Oien · Page · Pardilla · Prades · Reis · Rosón · Rubio · Sáez · Schultz · Trofimov · Zabala · Pelegrí (stagiair) · Serrano (stagiair) · Sola (stagiair)
Amezqueta · Aranburu · Benito · Celano · Cuadros · Ferrari · Irisarri · Lastra · Mas · Molina · Moreira · Oien · Pardilla · Reis · Rodríguez · Schultz · Serrano · Silva · Soto · Yssaad · Zabala